# Bissona
Le bissona est une barque de régate à huit rames utilisée dans la lagune de Venise en Italie.

## Description

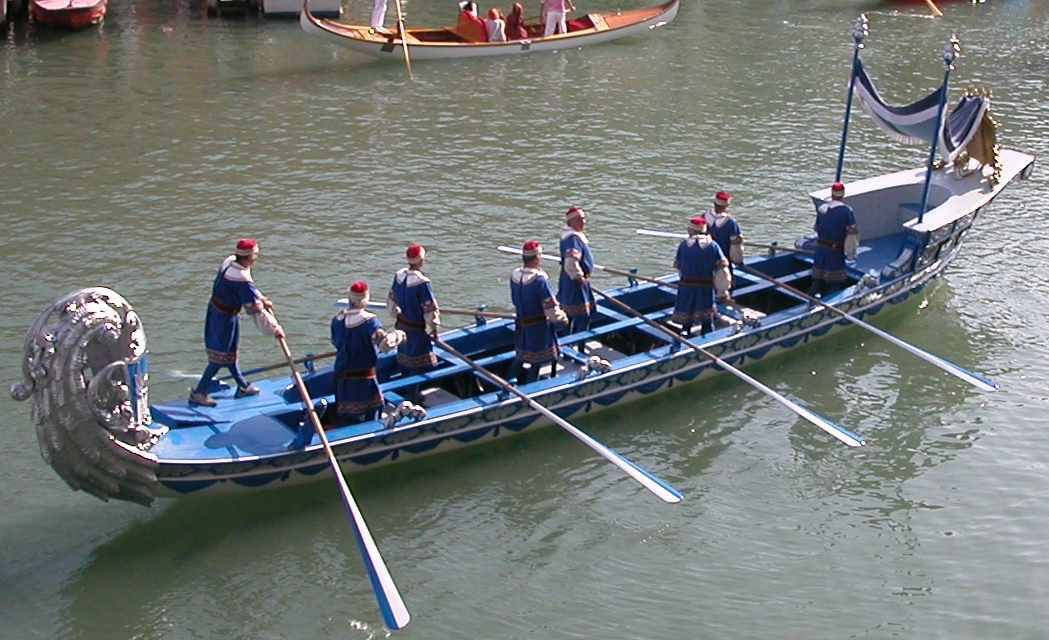
Bissona à Venise

Le bissona est un bateau spécialement construit pour intervenir dans les régates : très rapide, il dispose de huit rames, quatre de chaque côté, qui agissent simultanément. Les bissòne étaient ornés en ces occasions somptueuses par des décorations très riches. Le pont à la proue a une niche dans laquelle son propriétaire repose sur de très riches origlieri, et peut ainsi pleinement profiter du spectacle.
Lors de la régate du 8 juin 1845, la congregazione Municipale a fourni les sept premiers bissone publics : le premier représentait les hérauts et était bleu clair et blanc; le second l'écossais, canin et blanc; le troisième, les Américains, bouton doré et blanc; le quatrième les Birichini (les vilains), écarlate et noir; le cinquième; le sixième les anciens vénètes, verts et roses; le septième les grecs modernes, bleus et rouges.